# 1901 a sportban
1901 legfontosabb sporteseményei a következők voltak:

## Események

### Határozott dátumú események
- január 19. – Az István főherceg Szálló különtermében megalakult a Magyar Labdarúgó-szövetség (MLSZ).
- április 11. – A magyar labdarúgó-válogatott megmérkőzik Budapesten az angol klubcsapattal, a Richmond AFC-vel. Az eredmény 0–4.

### Határozatlan dátumú események
- Második alkalommal rendezik a magyar gyorskorcsolya bajnokságot, melynek férfi nagytávú összetett versenyét Péczeli Andor nyeri.[1]

## Labdarúgás
| Kiírás                     | Győztes                | Ezüstérmes            | Bronzérmes      |
| -------------------------- | ---------------------- | --------------------- | --------------- |
| Angol labdarúgó-bajnokság  | Liverpool FC           | Sunderland AFC        | Notts County FC |
| Angol labdarúgókupa        | Tottenham Hotspur FC   | Sheffield United FC   | —               |
| Magyar labdarúgó-bajnokság | Budapesti TC           | Magyar Úszó Egyesület | Ferencváros     |
| Challenge Kupa             | Wiener AC              | SK Slavia Praha       | —               |
| Skót labdarúgó-bajnokság   | Rangers FC             | Celtic FC             | Hibernian FC    |
| Skót labdarúgókupa         | Heart of Midlothian FC | Celtic FC             | —               |

## Születések
| Születés       | Név                   | Nemzetiség, sportág, eredmények | Halálozás |
| -------------- | --------------------- | --- | --------- |
| ?              | Modesto Denis         | paraguayi válogatott labdarúgókapus | ?         |
| ?              | Eusebio Díaz          | paraguayi válogatott labdarúgó | 1959      |
| ?              | Ignaz Ludwig          | osztrák válogatott labdarúgó | ?         |
| január 1.      | Zauber Sámuel         | román válogatott labdarúgókapus | 1986      |
| január 12.     | Pedro Benítez         | paraguayi válogatott labdarúgókapus | 1974      |
| január 19.     | Dunc Munro            | olimpiai bajnok és Stanley-kupa-győztes kanadai jégkorongozó                                                                                   | 1958      |
| január 20.     | Cecil Griffiths       | olimpiai bajnok brit atléta | 1973      |
| január 21.     | Ricardo Zamora        | spanyol válogatott labdarúgó | 1978      |
| január 30.     | Rudolf Caracciola     | német autóversenyző | 1959      |
| február 11.    | Ströck István         | magyar nemzetiségű román válogatott labdarúgó, kapus                                                                                           | 1991      |
| február 18.    | Paul Berlenbach       | amerikai ökölvívó | 1985      |
| február 19.    | Vértesy József        | olimpiai és Európa-bajnok magyar válogatott vízilabdázó                                                                                        | 1983      |
| február 22.    | Orgonista Olga        | világbajnoki ezüstérmes és Európa-bajnok magyar műkorcsolyázó, olimpikon                                                                       | 1978      |
| március 16.    | Alexis Chantraine     | belga labdarúgó, edző | ?         |
| március 17.    | Wetzer Rudolf         | magyar nemzetiségű román válogatott labdarúgó, csatár, edző                                                                                    | 1993      |
| április 1.     | William Anderson      | olimpiai bronzérmes brit jégkorongozó | 1983      |
| április 4.     | Norman Cleaveland     | olimpiai bajnok amerikai rögbijátékos | 1997      |
| április 7.     | Mednyánszky Mária     | világbajnok magyar asztaliteniszező | 1978      |
| április 10.    | George Dixon          | olimpiai bajnok amerikai rögbijátékos | 1991      |
| április 17.    | Adler Zsigmond        | magyar ökölvívó, edző | 1982      |
| május 20.      | Max Euwe              | holland sakknagymester, a sakktörténet ötödik világbajnoka                                                                                     | 1981      |
| május 24.      | José Nasazzi          | olimpiai és világbajnok uruguayi válogatott labdarúgó                                                                                          | 1968      |
| június 2.      | Terence Sanders       | olimpiai bajnok brit evezős | 1985      |
| június 8.      | Henri Couttet         | francia válogatott jégkorongozó, olimpikon | 1953      |
| június 27.     | Steiner Endre         | sakkolimpiai bajnok magyar sakkmester | 1944      |
| július 21.     | Biri János            | magyar válogatott labdarúgókapus, olimpikon | 1983      |
| július 26.     | Umberto Caligaris     | olimpiai bronzérmes és világbajnok olasz labdarúgó, hátvéd, edző                                                                               | 1940      |
| július 26.     | Louis Dufour          | olimpiai bronzérmes és Európa-bajnok svájci válogatott jégkorongozó                                                                            | 1960      |
| augusztus 1.   | Gérard Blitz          | olimpiai ezüstérmes belga vízilabdázó és olimpiai bronzérmes úszó                                                                              | 1979      |
| augusztus 13.  | Hans Laurids Sørensen | olimpiai ezüstérmes dán tornász | 1974      |
| augusztus 18.  | Arne Borg             | olimpiai és Európa-bajnok svéd úszó | 1987      |
| augusztus 26.  | Frankie Genaro        | olimpiai bajnok amerikai ökölvívó | 1966      |
| szeptember 16. | Ugo Frigerio          | olimpiai bajnok olasz atléta | 1968      |
| szeptember 18. | Moss Christie         | olimpiai ezüstérmes ausztrál úszó | 1978      |
| október 3.     | Linn Farrish          | olimpiai bajnok amerikai rögbijátékos | 1944      |
| október 25.    | Cor Blommers          | holland ökölvívó, olimpikon | 1983      |
| november 19.   | Tadeusz Adamowski     | svájci születésű lengyel jégkorongozó, Európa-bajnoki ezüstérmes, olimpikon                                                                    | 1994      |
| december 10.   | Ivor Jones            | walesi válogatott rögbijátékos | 1982      |
| december 14.   | Henri Cochet          | Roland Garros, Wimbledon és US Open bajnok, olimpiai ezüstérmes és Davis-kupa-győztes francia teniszező, International Tennis Hall of Fame-tag | 1987      |
| december 26.   | James MacNabb         | olimpiai bajnok brit evezős | 1990      |

## Halálozások
| Halálozás   | Név             | Nemzetiség, sportág, eredmények | Születés |
| ----------- | --------------- | ------------------------------- | -------- |
| február 3.  | Tom O’Brien     | amerikai baseballjátékos        | 1873     |
| április 30. | Dude Esterbrook | amerikai baseballjátékos        | 1857     |